# Zračna luka Šahid Sadugi
Zračna luka Šahid Sadugi (IATA kod: AZD, ICAO kod: OIYY) smještena je kod grada Jazda u središnjem dijelu Irana odnosno Jazdskoj pokrajini. Nalazi se na nadmorskoj visini od 1236 m. Zračna luka ima jednu asfaltiranu uzletno-sletnu stazu dužine 4098 m, a koristi se za tuzemne letove. Zračni prijevoznici koji nude redovne letove u ovoj zračnoj luci uključuju Iran Air (iz/u: Teheran-Mehrabad), Iran Air Tours (iz/u: Mašhad) i Iran Aseman Airlines (iz/u: Teheran-Mehrabad).

## Vanjske poveznice
- (engl.) DAFIF, World Aero Data: OIYY  Arhivirana inačica izvorne stranice od 5. ožujka 2019. (Wayback Machine)
- (engl.) DAFIF, Great Circle Mapper: AZD